# Візові вимоги для громадян Казахстану

Обкладинка біометричного казахстанського паспорта

Візові вимоги для громадян Казахстану є адміністративними обмеженнями на в'їзд з боку інших держав, що накладаються на громадян Казахстану. Станом на 2 липня 2019 року казахстанські громадяни мали безвізовий режим або візу після прибуття в 75 країн та територій, що робить казахстанський паспорт 69-м за свободою пересування відповідно до індексу паспортів Хенлі.

## Карта візових вимог

Візовий режим для власників звичайних паспортів казахстанських
Казахстан
Свобода переміщення
віза не потрібна
віза видається після прибуття
Електронний дозвіл або eVisa
віза не потрібна для груп
потрібна віза

## Зміни
Візові вимоги для громадян Казахстану були скасовані Туреччиною (2 квітня 1992), Монголією (2 січня 1995), Барбадосом (21 вересня 1995), Албанією (29 червня 1998), Самоа (15 грудня 1998), Еквадором (15 липня 1999), острови Кука (4 лютого 2002), Антігуа і Барбуда (17 лютого 2002), Гаїті (14 лютого 2004), Філіппінами (15 квітня 2014), Домінікою (13 травня 2004), Намібією (2 серпня 2005 року).), Ніуе (11 лютого 2007 р.), Сент-Вінсент та Гренадини (5 березня 2007 р.), Сербією (28 травня 2012 р.), Гонконгом (26 липня 2012 р.), Колумбією (2014 р.), Аргентиною (1 листопада 2014 р.), Південною Кореєю (29 листопада 2014 р.), Індонезією (вересень 2015 р.), Бразилією (6 вересня 2016 р.), Коста-Рікою (грудень 2016 р.),Об'єднаними Арабськими Еміратами (10 березня 2018 р.) та Китаєм (18 травня 2023 р.).
Візи після прибуття були введені Камбоджа (15 листопада 1995), Палау (2 липня 1996), Кабо-Верде (27 березня 1998), Лаос (1 липня 1998), Ліван (4 березня 1999), Кенія (15 березня 1999), Болівія (30 червня 1999), Йорданія (19 липня 2000), Нікарагуа (23 серпня 2000), Бангладеш (19 березня 2001), Коморські острови (1 липня 2001), Ямайка (14 березня 2002 року), Макао (11 травня 2002 року), Уганда (9 листопада) 2002), Замбія (15 січня 2003 року), Непал (16 лютого 2003 року), Мадагаскар (28 вересня 2003 року), Маврикій (19 січня 2004 року)), Тувалу (15 жовтня 2006 року), Мозамбік (1 вересня 2008 року), Катар (22 червня 2017 року)), Руанда (1 січня 2018 року) та Саудівська Аравія (27 вересня 2019 року).
Введені електронні візи для громадян Казахстану: Австралія (електронна гостьова віза з листопада 2013 року), Лесото (1 травня 2017 року), Джибуті (18 лютого 2018 року), Індія (5 березня 2018 року), Ефіопія (1 червня 2018 року) та Саудівська Аравія (27 вересня 2019).
Наступні країни відновили візові вимоги для громадян Казахстану: Естонія (1 липня 1992), Латвія (1993), Литва (1 листопада 1993), Словаччина (6 травня 1994), Угорщина (6 листопада 1996), Болгарія (1 січня 1999 року), Туркменістан (19 червня 1999 року), Румунія (1 липня 2000 року), Чехія (22 жовтня 2000 року) та Польща (12 січня 2001 року).